# Ulochlaena scillae
Ulochlaena scillae là một loài bướm đêm trong họ Noctuidae.